# Turkmenistán en los Juegos Olímpicos de Atlanta 1996
Turkmenistán estuvo representado en los Juegos Olímpicos de Atlanta 1996 por siete deportistas, cuatro hombres y tres mujeres, que compitieron en seis deportes.
El portador de la bandera en la ceremonia de apertura fue el luchador Rozy Redzhepov. El equipo olímpico turcomano no obtuvo ninguna medalla en estos Juegos.